# Tobias Menzies
Hanan Tobias Simpson Menzies (Londres, 7 de março de 1974) é um ator britânico conhecido pelos papéis de Marco Júnio Bruto, o Jovem na série Roma (2005–2007), de Edmure Tully em Game of Thrones (2013) e de Frank Randall / Jonathan "Black Jack" Randall em Outlander (2014–presente). Este último valeu-lhe nomeações para os Saturn Awards e os Globos de Ouro. Interpreta ainda o papel de príncipe Filipe na terceira e quarta temporadas da série The Crown.

## Biografia
Tobias nasceu no norte de Londres, filho de Gillian Simpson Menzies, uma professora, e de Peter Menzies, um produtor de rádio da BBC. Tem um irmão mais novo, Luke, que é advogado.
Tobias frequentou na escola Perry Court Rudolf em Canterbury, Kent, uma instituição que usa a pedagogia Waldorf: o ensino através de movimento, canto e aprendizagem de instrumentos. Depois frequentou a Frensham Heights School perto de Farnham no Surrey ao mesmo tempo que Hattie Morahan e Jim Sturgess. Mais tarde participou na companhia de teatro Deborah Moody's Year Out em Stratford-upon-Avon entre 1993 e 1994. No ano seguinte conseguiu um lugar na prestigiada Royal Academy of Dramatic Art onde completou um bacharelato em Representação em 1998.

## Carreira
Tobias trabalhou com o Spontaneity Shop, um grupo britânico de comédia de improviso. No início da sua carreira participou em séries britânicas de grande sucesso como Foyle's War, Midsomer Murders e Casualty. Participou também no telefilme A Very Social Secretary realizado por Jon Jones, que foi transmitido no canal More4.
Internacionalmente o ator é mais conhecido por ter interpretado o papel de Marco Júnio Bruto, o amigo de Júlio César e um dos seus assassinos na série galardoada, Roma uma co-produção dos canais HBO e BBC.
Tobias teve um papel de destaque no filme The Low Down com Aidan Gillen, e em 2006 fez parte do elenco de Casino Royale, o primeiro filme da saga James Bond com Daniel Craig. No filme, Tobias desempenha o papel de Villiers, o assessor de M.
Tobias trabalhou extensamente no teatro e algumas das suas peças mais conhecidas incluem The History Boys (encenada por Nicholas Hytner e apresentada no Royal National Theatre) e Three Sisters de Michael Blackmore que lhe valeu uma nomeação para o Ian Charleson Award.
Em 2007, Tobias interpretou o papel de William Elliot na adaptação da ITV do romance clássico de Jane Austen, Persuasion. No mesmo ano interpretou o papel de Peter Trifimov em The Cherry Orchard com Joanna Lumley no Crucible Theatre em Sheffield.
Fez ainda o papel de Derrick Sington na dramatização de The Relief of Belsen transmitida pelo Channel 4 em 15 de outubro de 2007 e filmou Forget Me Not, um filme que protagonizou com Genevieve O'Reilly.
Tobias participou na série Spooks em dezembro de 2009 onde interpretou o papel de Secretário de Estado para os Assuntos Internos.
Em 2012, participou na quarta temporada da série satírica The Thick of It no papel de Simon Weir, um dos membros da comissão de inquérito que interroga a personagem de Peter Capaldi, Malcolm Tucker.
Em 2013, Tobias teve a sua estreia no papel de Edmure Tully, herdeiro da Casa Tully de Riverrun, na série Game of Thrones da HBO, baseada na série de livros de fantasia de George R. R. Martin. O papel foi recorrente e a última participação de Tobias na série decorreu no último episódio da mesma em 2019. Ainda em 2013, Tobias protagonizou o último episódio da segunda temporada da série de antologia Black Mirror, na altura transmitida pelo Channel 4 e entrou em dois episódios da série criminal Silent Witness, transmitida pelo canal BBC. No ano seguinte, Tobias interpretou o papel de Nathaniel Bloom, o guarda-costas da personagem de Maggie Gyllenhaal na minissérie The Honourable Woman. A minissérie, transmitida pela BBC foi nomeada para os Emmy's no ano seguinte. Nesse ano interpretou ainda o papel de Alexander no primeiro episódio da série de comédia Puppy Love, também da BBC.
Ainda em 2014, estreou a série Outlander no canal Straz, baseada na série de livros homónima de Diana Gabaldon. Na série, Tobias interpreta o papel duplo e recorrente de Frank Randall, um historiador do século XX, e de Jonathan "Black Jack" Randall, o seu antepassado bruto do século XVIII. A série foi um sucesso entre a crítica e o público e valeu ao ator nomeações para os Globos de Ouro (Melhor Ator Secundário numa Série, Série Limitada ou Filme Feito para Transmissão Televisiva) e para os Saturn Awards (Melhor Ator do Ano).
Entre 2015 e 2019, Tobias interpretou o papel recorrente de Dr. Harries na sitcom Catastrophe, transmitida pelo Channel 4 e pelo serviço de streaming Amazon Video.
Na adaptação da BBC One do romance de espionagem de John le Carré, The Night Manager, Tobias contracenou com Tom Hiddleston e Hugh Laurie no papel do diretor do serviço de inteligência britânico, Geoffrey Dromgoole, na primavera de 2016. No mesmo ano, protagonizou o piloto da série The Cirtcuit, uma comédia que decorre num jantar de vizinhos. Em 2017, no seu primeiro papel de dobragem, Tobias interpretou o guerreiro Mandalorian Tiber Saxon na série de animação Star Wars Rebels, transmitida pela Disney XD. Em 2016, foi anunciado que Tobias fora escolhido para o papel de James Fitzjames, o capitão o navio da Marinha Real Erebus, na série de antologia The Terror, transmitida pela AMC. A série, baseada no romance homónimo de Dan Simmons, conta a história fictícia da expedição real dos navios Erebus e Terror ao Ártico em 1848. Ainda em 2017, interpretou o papel de Duque da Cornualha na adaptação da BBC Two de King Lear, protagonizada por Anthony Hopkins, Emily Watson e Emma Thompson.
Em março de 2018, foi anunciado que Tobias Menzies fora escolhido para interpretar o papel de príncipe Filipe, duque de Edimburgo na terceira temporada da série de sucesso da Netflix, The Crown. Na série contracena com Olivia Colman no papel de Isabel II. A série estreou em novembro de 2019. Ainda nesse ano participou na série de comédia This Way Up, criada por Aisling Bea.

## Filmografia

### Televisão
| Ano           | Título                     | Personagem                                  | Notas |
| ------------- | -------------------------- | ------------------------------------------- | --- |
| 1998-2000     | Casualty                   | Frank Gallagher                             | 11 episódios |
| 2000          | Longitude                  | Halleys Secretary                           | |
| 2000          | Summer in the Suburbs      | School Psychologist                         | |
| 2000          | Midsomer Murders           | Jack Dorset                                 | |
| 2002          | The Escapist               | Policeman                                   | |
| 2002          | I Saw You                  | Vince                                       | |
| 2002          | Ultimate Force             | Box 500                                     | 3 episódios |
| 2002          | Foyle's War                | Stanley Ellis                               | |
| 2005          | A Very Social Secretary    | Keith                                       | |
| 2005–2007     | Rome                       | Marcus Junius Brutus                        | Elenco principal 17 episódios |
| 2007          | Persuasion                 | William Elliot                              | |
| 2007          | The Relief of Belsen       | Derrick Sington                             | |
| 2008          | Fairy Tales                | Aidee                                       | |
| 2008          | Bonekickers                | Scott Wilson                                | |
| 2009          | Kingdom                    | David Morston                               | |
| 2009          | Pulling                    | Stephan                                     | |
| 2009          | Spooks                     | Andrew Lawrence                             | 2 episódios |
| 2010          | The Deep                   | Raymond                                     | 5 episódios |
| 2010          | Any Human Heart            | Ian Fleming                                 | 2 episódios |
| 2011          | The Shadow Line            | Ross McGovern                               | 5 episódios |
| 2012          | Eternal Law                | Richard Pembroke                            | Elenco principal, 6 episódios |
| 2012          | Simon Schama's Shakespeare | Henry V                                     | minissérie |
| 2012          | Secret State               | Charles Flyte                               | 1 episódio |
| 2012          | The Thick of It            | Simon Weir                                  | 1 episódio |
| 2012          | Getting On                 | Dr. Tom Kersley                             | 3 episódios |
| 2013          | Black Mirror               | Liam Monroe                                 | Episódio "The Waldo Moment" |
| 2013-2016     | Game of Thrones            | Edmure Tully                                | 5 episódios |
| 2013          | Doctor Who                 | Lieutenant Stepashin                        | |
| 2014          | Silent Witness             | Greg Walker                                 | |
| 2014          | Puppy Love                 | Alexander                                   | 1 episódio |
| 2014          | The Honourable Woman       | Nathaniel Bloom                             | 3 episódios |
| 2014-presente | Outlander                  | Frank Randall/Jonathan "Black Jack" Randall | Elenco principal, 13 episódios Saturn Awards - Nomeação para Melhor Ator em Televisão Globos de Ouro - Nomeação para Melhor Ator Secundário em Televisão |
| 2015          | Catastrophe                | Dr Kenneth Harries                          | 3 episódios |
| 2016          | The Night Manager          | Geoffrey Dromgoole                          | Minissérie, 5 episódios |
| 2018          | King Lear                  | Duque da Cornualha                          | Telefilme |
| 2018          | The Terror                 | James Fitzjames                             | Minissérie. Elenco principal |
| 2019          | This Way Up                | Richard                                     | 4 episódios |
| 2019          | The Crown                  | Príncipe Filipe, duque de Edimburgo         | Protagonista |

### Cinema
| Ano  | Título                               | Papel                        | Notas                                                         |
| ---- | ------------------------------------ | ---------------------------- | ------------------------------------------------------------- |
| 1998 | The Audition                         |                              | curta-metragem                                                |
| 2000 | The Low Down                         | John                         |                                                               |
| 2002 | The Knowledge                        | David                        | curta-metragem                                                |
| 2004 | Piccadilly Jim                       | Reg                          |                                                               |
| 2004 | Finding Neverland                    | Theatre Patron               |                                                               |
| 2005 | Pierrepoint                          | Lt. Llewelyn                 |                                                               |
| 2006 | Casino Royale                        | Villiers                     |                                                               |
| 2007 | Atonement                            | Naval Officer                |                                                               |
| 2009 | Jackboots on Whitehall               | Captain English (voz)        | Filme satírico sobre guerra com marionetas                    |
| 2010 | The Duel                             | Von Koren                    |                                                               |
| 2010 | Forget Me Not                        | Will                         |                                                               |
| 2011 | The Door                             | Man with the Wings of a Swan | curta-metragem                                                |
| 2011 | Hysteria                             | Mr. Squyers                  |                                                               |
| 2012 | Nora                                 | Richard                      | curta-metragem                                                |
| 2014 | The Birthday Gift                    | David                        | curta-metragem                                                |
| 2014 | Black Sea                            | Lewis                        |                                                               |
| 2014 | Off the Page: Groove Is in the Heart | Mark                         | curta-metragem (Seleção Oficial do London Film Festival 2015) |
| 2016 | Underworld: Blood Wars               | Marius                       |                                                               |
| 2016 | Una                                  | Mark                         |                                                               |
| 2016 | The Velvet Abstract                  | Narrador                     | Curta-metragem                                                |
| 2019 | Carmilla                             | Family doctor                |                                                               |
| 2025 | F1 - O Filme                         | Banning                      |                                                               |

### Teatro
| Ano  | Título                             | Papel                     | Notas |
| ---- | ---------------------------------- | ------------------------- | --- |
| 1999 | The Colonel Bird                   | Deaf Actor                | Encenação de Rupert Goold para o The Gate Theatre, Londres                                                           |
| 2000 | Light                              |                           | Encenação de Simon McBurney para a companhia de teatro Complicite                                                    |
| 2000 | The Way of the World               | Witwoud                   | Encenação de Matthew Lloyd para o Royal Exchange Theatre, Manchester                                                 |
| 2001 | Platonov                           | Sergei Voynitzev          | Encenação de Jonathan Kent para o teatro Almeida                                                                     |
| 2002 | Arcadia                            | Valentine Coverly         | Encenação de Rupert Goold para o Northampton Royal                                                                   |
| 2003 | Three Sisters                      | Tusenbach                 | Encenação de Michael Blakemore para o Playhouse Theatre, Londres. Gravada pelo canal BBC Four e transmitida em 2004. |
| 2003 | Serjeant Musgrave's Dance          | Hurst                     | Encenação de Sean Holmes. Oxford Stage Company                                                                       |
| 2005 | Hamlet                             | Hamlet                    | Encenação de Rupert Goold para o Royal Theatre, Northampton                                                          |
| 2005 | The History Boys                   | Irwin                     | Encenação de Nicholas Hytner. Royal National Theatre, Londres                                                        |
| 2007 | The Cherry Orchard                 | Peter Trofimov            | Encenação de Jonathan Miller no Crucible Theatre, Sheffield                                                          |
| 2007 | Cloud Nine                         | Harry Bagley/Martin       | Encenação de Thea Sharrock para o Almeida Theatre, Londres                                                           |
| 2009 | King Lear                          | Edgar                     | Encenação de Rupert Goold para o Young Vic Theatre, Londres                                                          |
| 2011 | The Children's Hour                | Dr Joseph Cardin          | Encenação de Ian Rickson para o Comedy Theatre, Londres                                                              |
| 2011 | Decade                             | Scott Forbes              | Encenação de Rupert Goold para o Headlong, Londres                                                                   |
| 2012 | The Recruiting Officer             | Captain Plume             | Encenação de Josie Rourke para o Donmar Warehouse, Londres                                                           |
| 2013 | Rough Cuts: Searched               |                           | Encenação de Carrie Cracknell para o Royal Court Theatre, London                                                     |
| 2013 | The Hush                           |                           | Encenação de Matthew Herbert para o Shed do Royal National Theatre, Londres                                          |
| 2015 | The Fever                          | Man                       | Encenação de Robert Icke para o Almeida (com apresentações no May Fair Hotel), Londres                               |
| 2015 | The Iliad                          |                           | Leitura ao vivo encenada por Rupert Goold e Robert Icke no Almeida, Londres                                          |
| 2016 | Uncle Vanya                        | Dr. Michael Astrov        | Almeida Theatre |
| 2016 | The Dark Lady and the Tender Churl | Narrador                  | Middle Temple Hall                                                                                                   |
| 2018 | Figures of Speech (Series 3)       | Chaim Mordechai Rumkowski | Almeida Theatre (digital)                                                                                            |
| 2019 | Dear, Elizabeth                    | Robert Lowell             | Gate Theatre |
| 2019 | The Hunt                           | Lucas                     | Almeida Theatre |

### Rádio
| Ano  | Título                                | Papel            | Notas             |
| ---- | ------------------------------------- | ---------------- | ----------------- |
| 2010 | A Nice Little Holiday                 | Tony Richardson  | BBC Radio 4       |
| 2011 | Now All Roads Lead to France          | Narrator         | BBC Radio 4       |
| 2012 | John Charrington's Wedding            | Narrator         | BBC Radio 4 Extra |
| 2013 | James Lees-Milne                      | James Lees-Milne | BBC Radio 4       |
| 2014 | As I Walked Out One Midsummer Morning | Reader           | BBC Radio 4       |
| 2015 | Landmarks                             | Reader           | BBC Radio 4       |
| 2015 | Fifteen Minutes                       | Andy Warhol      | BBC Radio 4       |
| 2016 | Trapped                               | Narrador         | BBC Radio 3       |
| 2016 | Comment is Free                       | Ben              | BBC Radio 4       |
| 2017 | RISINGTIDEFALLINGSTAR                 | Narrador         | BBC Radio 4       |

## Prêmios e Indicações
| Ano  | Prêmio                            | Categoria                                  | Trabalho nomeado | Resultado |
| ---- | --------------------------------- | ------------------------------------------ | ---------------- | --------- |
| 2003 | Ian Charleson Awards              |                                            | Three Sisters    | Indicado  |
| 2015 | Saturn Awards                     | Melhor Ator na Televisão                   | Outlander        | Indicado  |
| 2016 | Globo de Ouro                     | Melhor Ator Coadjuvante em Televisão       | Outlander        | Indicado  |
| 2020 | Globo de Ouro                     | Melhor Ator em Série Dramática             | The Crown        | Indicado  |
| 2020 | Critics' Choice Television Awards | Melhor Ator em Série Dramática             | The Crown        | Indicado  |
| 2020 | SAG Awards                        | Melhor Elenco em Série Dramática           | The Crown        | Venceu    |
| 2021 | SAG Awards                        | Melhor Elenco em Série Dramática           | The Crown        | Venceu    |
| 2021 | Critics' Choice Television Awards | Melhor Ator Coadjuvante em Série Dramática | The Crown        | Indicado  |
| 2021 | Emmy                              | Melhor Ator Coadjuvante em Série Dramática | The Crown        | Venceu    |